# Arachnothera chrysogenys
El arañero carigualdo (Arachnothera chrysogenys) es una especie de ave paseriforme de la familia Nectariniidae propia del sudeste asiático.

## Distribución y hábitat
Se encuentra en la península malaya, Sumatra, Borneo, el oeste de Java e islas menores circundantes.
Su hábitat natural son los bosques húmedos tropicales.

## Subespecies
Se reconocen las siguientes:
- A. c. chrysogenys (Temminck, 1826)- península malaya, Sumatra, Java y oeste de Borneo
- A. c. harrissoni Deignan, 1957- este de Borneo